# Pierre Crespy
Pour les articles homonymes, voir Crespy.
Pierre Crespy, né le 22 janvier 1905 à Saint-Étienne (42000) dans la Loire et mort le 23 avril 1988 à Bergerac (24100) en Dordogne, était un marin et aviateur français. Il fut pilote d'essai chez les constructeurs aéronautiques français Amiot et Latécoère jusqu’à la Seconde Guerre mondiale.